# Апачи
Апа́чи (англ. Apache; самоназвание: Nde, Inde, Tinde, Tinneh — «люди») — собирательное название для нескольких культурно родственных племён североамериканских индейцев, говорящих на апачских языках атабаскской ветви семьи на-дене.

## Этноним
По одной версии, наименование апачи происходит от явапайского epache («человек»); по другой, — от apachu («враг») в языке зуни, которые так называли навахо (diné). Самоназвание апачей — Nde, Inde, Tinde, Tinneh («люди»).

## Языки
Родные языки народа — апачские языки атабаскской ветви семьи на-дене, появившейся на американском континенте позже других индейцев. Другие народы Северной Америки атабаскской ветви языков проживают на Аляске, западе Канады и северо-западном побережье Тихого океана.
Язык апачей делится на две языковые группы:
- восточную: мескалеро, хикарилья, чирикауа, липан, кайова;
- западную: сибекью, апаче Белых Гор, апаче из Сан-Карлоса, северный и южный тонто, явапай.

Язык навахо — самый распространённый из индейских языков США (178 000 носителей на 2000 год), западно-апачские языки значительно отстают от него по числу носителей (около 12 000).
Также апачи говорят на английском, местами — на испанском языках.

## Демография

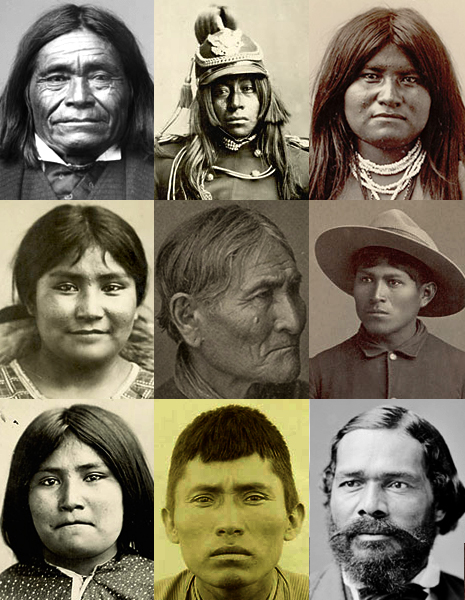
Портреты представителей апачей

Племена апачей проживают в резервациях в Аризоне, Нью-Мексико, Оклахоме. По данным Бюро переписи населения США, численность жителей США, относящихся исключительно к апачской группе племён, в 2010 году составляла 63 193 человека, а общая численность населения, имеющего апачские корни, составила в том же году 111 810 человек. В 2000 году эти показатели были соответственно 57 060 и 96 833 человека. Согласно переписи 2020 года, в США проживают 148 936 апачей.

### Племенные группы
Среди апачей выделяются несколько племенных групп. Деление затруднено из-за использования народом наименований на разных языках — апачском, испанском и английском, отчего одна группа может иметь несколько названий. Также деление может считаться условным, из-за активного смешивания разных групп между собой. Согласно отдельным подсчётам, насчитывается более 30 племён апачей.
Апачи делились на 6 племён:
- Западные апачи
- Чирикауа
- Мескалеро
- Хикарилья
- Липаны
- Кайова-апачи

Эти шесть племён были политически независимы друг от друга. В культуре апачей было своеобразное понимание племени, которое сводилось к проявлению толики гостеприимства к тем, у кого схожая речь, одежда и обычаи.

## История

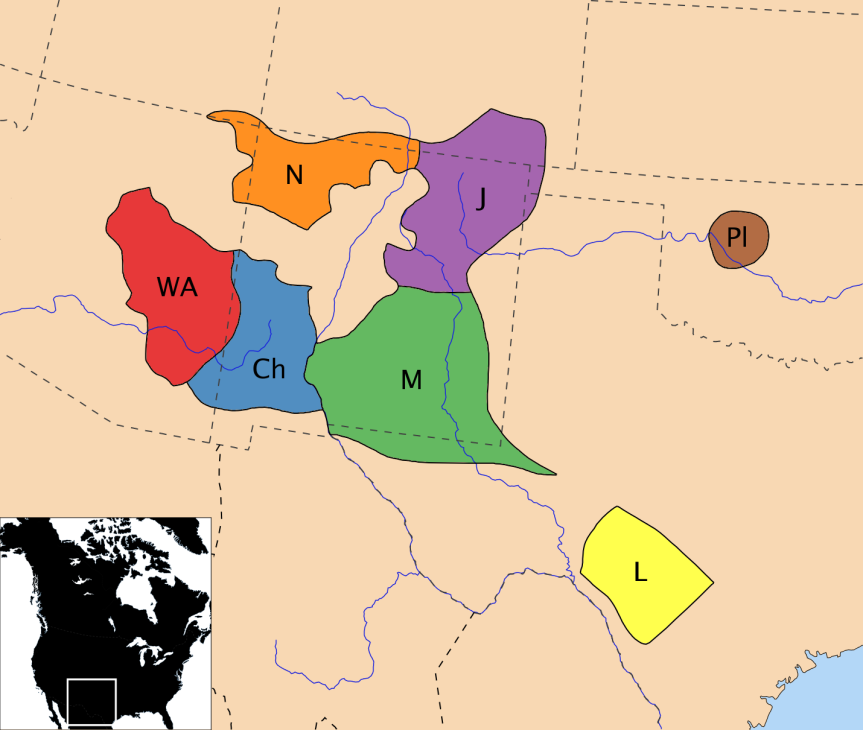
Историческая область расселения апачей и навахо в XVIII веке: навахо (N), западные апачи (WA), чирикауа (Ch), мескалеро (M), хикарилья (J), липаны (L), кайова-апачи, кайова (PI).

Ко времени прибытия европейских поселенцев апачи проживали на обширных территориях у Скалистых гор (Нью-Мексико, Аризона, Мексика, северо-запад Техаса и Оклахомы, юг Канзаса). Сюда они мигрировали с территории нынешнего штата Миссури, покинув область Канады в начале XI века. Кочевой образ жизни апачей и практика возведения временных жилищ, в отличие от других юго-западных групп, затрудняет точную датировку миграций. Нет точных сведений о изначальном месте и маршруте миграции народа от бассейна реки Маккензи на юг. Это произошло не позднее XV—XVI веков (некоторые историки, относят к XIII веку). Скорее всего, апачи передвигались небольшими группами и разными маршрутами — равнинами, горами (на западе). Сами апачи не признают своей миграции с севера и считают родиной юго-западные горы США. Существует предположение, что в XV веке апачи заселили в Аризоне местность, оставленную могольонской культурой. Археологические раскопки в Нью-Мексико фиксируют также остатки культуры навахо, близких языковых родственников апачей, того же периода. Часть западных апачей (навахо) заимствовала у аборигенных пуэбло навыки земледелия.
Первое упоминание европейцами апачей сделал испанский конкистадор Франсиско Васкес де Коронадо (ок. 1510—1554), который в 1540—1542 годах совершил экспедицию в районы современных Нью-Мексико, Аризоны и Канзаса в поисках баснословных семи городов Сиволы. Участники экспедиции встретили передвигавшихся на собачьих упряжках индейцев, которые охотились на бизонов, ели их мясо сырым и пили их кровь. Испанцы назвали охотников керечо (querecho) и, несмотря на их необычный образ жизни, Коронадо описал их как благородных людей.
В конце XVI века около 400 испанцев основали колонию Нью-Мексико на юго-западе Северной Америки. Местные индейцы хопи, зуни и пуэбло оказали сопротивление, но не смогли прогнать иностранцев, вынужденные уступить им земли. Примерно в то же время апачи стали заселять земли вокруг деревень пуэбло, которые они считали своими и где стоят их священные строения.
Выразителем испанской власти стал губернатор провинций Новая Мексика и Новая Испания конкистадор Хуан де Оньяте (1550—1626), которого местные индейцы опасались. Однако в больший трепет повергали участившиеся набеги апачей. Восстание индейцев пуэбло в 1680 году на какое-то время изгнало испанцев из региона и предоставило табуны лошадей, часть из которых юты перегнали на северные равнины. Завладев множеством лошадей, апачи смогли установить контроль над южными равнинами. Они овладели обширными территориями Техаса и Нью-Мексико после того, как испанцы отвоевали территорию, утраченную пуэбло в 1690-х годах. На рубеже веков большая часть юго-западного региона представляла собой бесчётное число военизированных лагерей, порой объединявшихся в недолговечные экономические союзы. Индейцы, особенно в Техасе, разобщались на всё более мелкие группы, и к началу 1700-х годов их единственным шансом на выживание стала необходимость выбора — либо присоединиться к апачам, либо бежать в испанские поселения.
Военный союз между команчами и ютами вытеснил большинство групп апачей с территории Небраски и Канзаса ещё до середины 1700-х годов. Помимо этого, на востоке своих владений апачи потеряли торговые связи с французской Луизианой, где предпочли скупку товара у местных осейджей и уичита. Пока пауни и осейджи продавали пленённых во время войн апачей французам в рабство, юты и команчи привозили своих пленников на испанский невольничий рынок в Нью-Мексико.
Техасские хикарилья вели войну с команчами, но отступили на юг. В 1781 году самые восточные апачи-липаны вступили в союз с техасскими тонкавами, чтобы изгнать испанцев из Техаса, однако после убийства предводителя Эль Мочо (исп. El Mocho) два года спустя затея провалилась. В отличие от других апачей, хикарилья заключили временный союз с испанцами и помогали им в войнах против пауни и французов. Поскольку охотиться на равнинах становилось всё сложнее, хикарилья объединились с ютами для защиты от других племён. Десятки групп апачей отступили с равнин в Скалистые горы и объединились. Губернатору штата Нью-Мексико Хуану Баутисте де Анса удалось сдержать волнения апачей как военными, так и дипломатическими мерами. Во время мексиканской войны за независимость с 1810 по 1821 годы испанцы были вынуждены в течение десяти лет защищаться от массовых набегов западных апачей.

### XIX век
В 1822 году на землях апачей-мимбреньо (чирикауа) в Нью-Мексико был открыт мексиканский медный рудник. Проживающие неподалеку от Ojo Caliente («Тёплых источников») апачи-мимбреньо под предводительством Чёрного Ножа (исп. Cuchillo Negro — Кучильо Негро; также Baishan — «нож»), захватили шахтёрский посёлок Санта-Рита, готовые продолжить набеги на другие поселения. Мексиканцы устали от набегов индейцев и решили избавиться от мимбреньо, которых они считали главными виновниками неоднократных нападений на Сонору. В 1837 году правительство штата Чиуауа пообещало денежное вознаграждение за скальпы коренных американцев. Жители шахтёрского посёлка Санта-Рита заманили на праздник мимбреньо из Ojo Caliente и перебили их всех. Чёрный Нож, оставшийся в Ojo Caliente с небольшим отрядом, получил подкрепление, когда великий вождь Мангас Колорадас привёл своих воинов. Последовали карательные вылазки против мексиканских поселений, Мангас Колорадас держал в страхе белое население Аризоны, Западного Техаса и Нью-Мексико. Шахтёрский посёлок Санта-Рита и поселение на земле апачей были уничтожены. Когда в 1845 году началась Американо-мексиканская война, мимбреньо предложили свою помощь американским войскам, проходившим через их земли. Бригадный генерал Стивен Карни принял предложение Мангаса Колорадаса, и с помощью скаутов-мимбреньо американская армия нанесла удар по штатам Дуранго, Сонора и Чиуауа.
В 1851 году в Пинос-Альтос, недалеко от разрушенного шахтёрского посёлка Санта-Рита, было найдено золото, что не сулило хорошее индейцам мимбреньо. Мангас Колорадас пытался отпугнуть шахтёров, утверждая, что в других местах золота гораздо больше, за что некоторые шахтёры похитили его и выпороли плетьми. После такого унижения вождь мимбреньо был освобождён и ему позволили вернуться в своё племя, но отныне все белые люди превратились для него в заклятых врагов. Отныне все бастионы и почтовые отделения США на северо-западе подвергались постоянным нападениям апачей. Кочис, прославленный вождь чирикауа, привёл с собой своих воинов, которые присоединились к боевым действиям и взяли под контроль районы между рекой Пекос и Рио-Гранде. Города Аризоны были разрушены, за исключением Тусона. После убийства Мангаса Колорадаса в 1863 году Кочис повёл в жестокие схватки своих воинов, куда по приказу вождя Эскиминзина присоединились также аравайпа-апачи.
В 1862 году произошла Битва на перевале Апачи между воинами апачи и добровольцами Союза, когда последние направлялись из Калифорнии захватить конфедеративную Аризону и поддержать Армию Союза в Нью-Мексико. Это было одно из крупнейших сражений между американцами и чирикауа во время апачских войн.

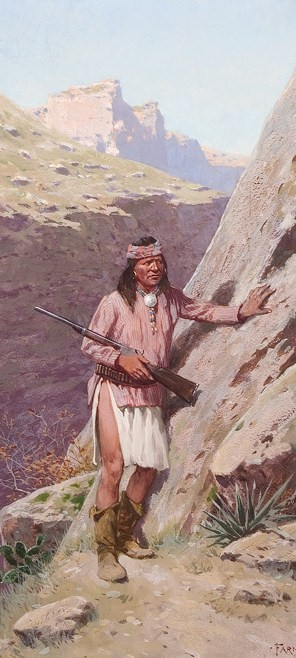
Анри Фарни — Скаут-апач (1903)

30 апреля 1871 года произошла резня у Кэмп-Гранта, где на реке Сан-Педро армия США окружила апачей пинал и аравайпа. Резня привела к серии сражений между американцами, апачами и их союзниками-явапаями, продлившейся до 1875 года, из которой выделяется кампания генерала Джорджа Крука в бассейне реки Тонто в 1872—1873 годах.
Кочис заключил мир с США перед своей смертью в 1874 году. Чирикауа получили свою собственную резервацию в горах Аризоны, но без Кочиса войска рассеялись, а некоторые апачи переселились в Мексику. В 1875 году правительство США попыталось осуществить свой грандиозный проект по сбору всех апачей в резервации Уайт-Маунтинс. Армия США принудительно выселила около 1500 явапаев и тонто апачей из индейской резервации Рио-Верде и с нескольких тысяч акров, отведённых им договором с США. По приказу индейского комиссара Л. Э. Дадли войска армии США конвоировали апачей всех возрастов через зимние реки, горные перевалы и узкие каньонные тропы до резервации Сан-Карлос на расстояние в 290 км. Несколько сотен человек погибли по пути. В резервации апачи удерживались 25 лет, и лишь несколько сотен смогли вернуться в родные земли, которые заселялись новыми поселенцами. В резервации Сан-Карлос солдаты-буффало из 9-го кавалерийского полка, заменившие 8-й кавалерийский полк, размещённый в Техасе, охраняли апачей с 1875 по 1881 год. Мимбреньо из Ojo Caliente с вождём Викторио во главе не поддержали такую инициативу и остались в горах на американо-мексиканской границе. Многие чирикауа присоединились к ним, оказывая продовольственную и вооружённую поддержку. Это событие вошло в историю под названием Война Викторио. Воины апачей, прятавшиеся по горным пещерам и карьерам, совершала многочисленные партизанские рейды по обе стороны границы. Викторио, попадавший несколько раз в заключение, сбегал от американских войск.
Армии США и Мексики совместно выследили Викторио и его партизан. В 1880 году мексиканские войска полковника Хоакина Терразаса настигли, окружили апачей в горах Трес-Кастильос, убили 62 мужчин, 16 женщин и детей, пленили 68 женщин и детей; 3 мексиканца были убиты. У Викторио было мало боеприпасов, чтобы противостоять атаке. В ходе победного марша войска Терразаса по городу Чиуауа скальпы Викторио и его убитых воинов развевались на кончиках штыков солдат в качестве трофеев за события при Трес-Кастильос.
12 августа 1881 года произошла Битва в каньоне Карризо, одно из семи сражений между отрядом воинов-чирикауа-апачей вождя Наны и кавалерией США на территории Нью-Мексико. Это был ожесточённый бой, в котором обе стороны понесли потери.
Наиболее прославленным вождём апачей был Джеронимо, чья мать, жена и дети были убиты мексиканскими войсками в 1858 году. Знахарь и духовный лидер племени чирикауаи Джеронимо стал образцом мужества, мудрости и настойчивости, к чьим советам прислушивались все остальные вожди апачей. США достигли соглашение с Мексикой, которое позволяло армиям обеих стран пересекать границу для поимки апачей. Несмотря на это, Джеронимо более десяти лет удавалось скрываться от армейских подразделений в горах на границе с Мексикой. За Джеронимо следили 5000 американских военнослужащих, 500 индейских скаутов и 3000 мексиканцев. По наводке пленённого апача его убежище было обнаружено, и 4 сентября 1886 года на западной стороне Каньона скелетов (Аризона) Джеронимо (с 30-50 мужчинами, женщинами и детьми) был вынужден сдаться американскому генералу Нельсону Майлзу (с войском в 5000 солдат), что положило конец сопротивления. Президент США Гровер Кливленд предложил повесить Джеронимо, но эта идея не получила достаточной поддержки. Незадолго до своей смерти в 1909 году Джеронимо смог рассказать историю своей жизни, которая была опубликована с разрешения президента Теодора Рузвельта.
Многие воины под предводительством Викторио, и особенно Джеронимо, умерли ещё до начала следующего столетия от эпидемий или плохого обращения в лагерях военнопленных. Самые западные апачи Белых гор и Сан-Карлоса пережили войны конца XIX века с относительно небольшими потерями. Некоторые из них служили скаутами в армии США (Индейские скауты в армии США).
В послевоенную эпоху в рамках программы ассимиляции правительство США организовало отъём детей апачей из семей для усыновления белыми американцами.

## Культура
См. также: Искусство американского Юго-Запада
Традиционные жилища — викиап (кроме кайова), типи (кайова, хикарилья, липаны, мескалеро). Главный фольклорный герой — трикстер-койот.
Западные апачи переняли от индейцев Великих равнин одежду из шкур животных, которую расшивали бисером. Линейный рисунок узоров (узкие и диагональные полосы чередующихся цветов) схож с узорами южных пайютов.
Рацион апачей состоял из охотничьей добычи, дикорастущих и культивируемых растений; также апачи могли приобретать продукты у торговцев, отбирать домашний скот и сельскохозяйственные продукты у оседлого населения в ходе набегов.

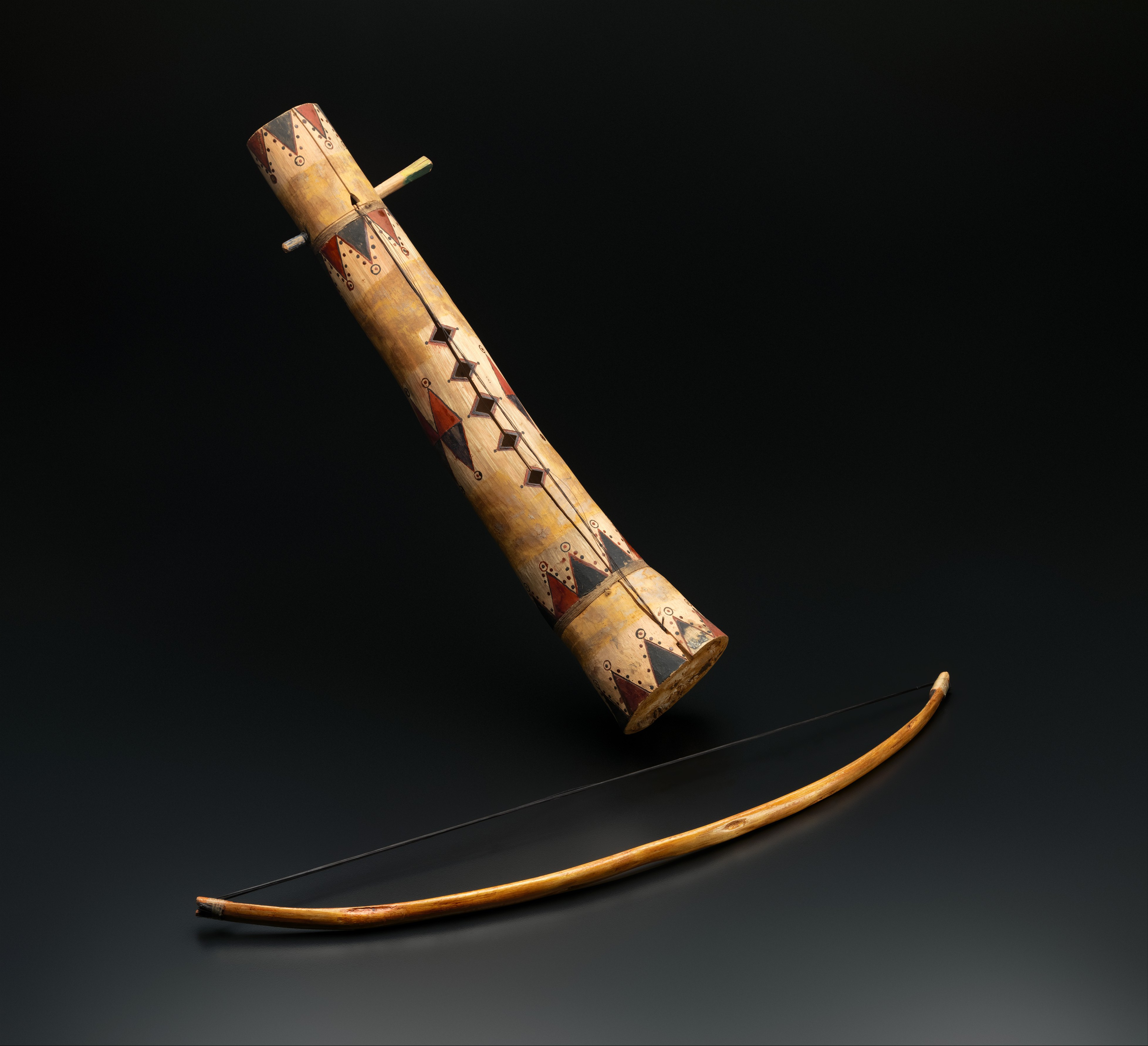
Струнный музыкальный инструмент, XIX век. Метрополитен-музей
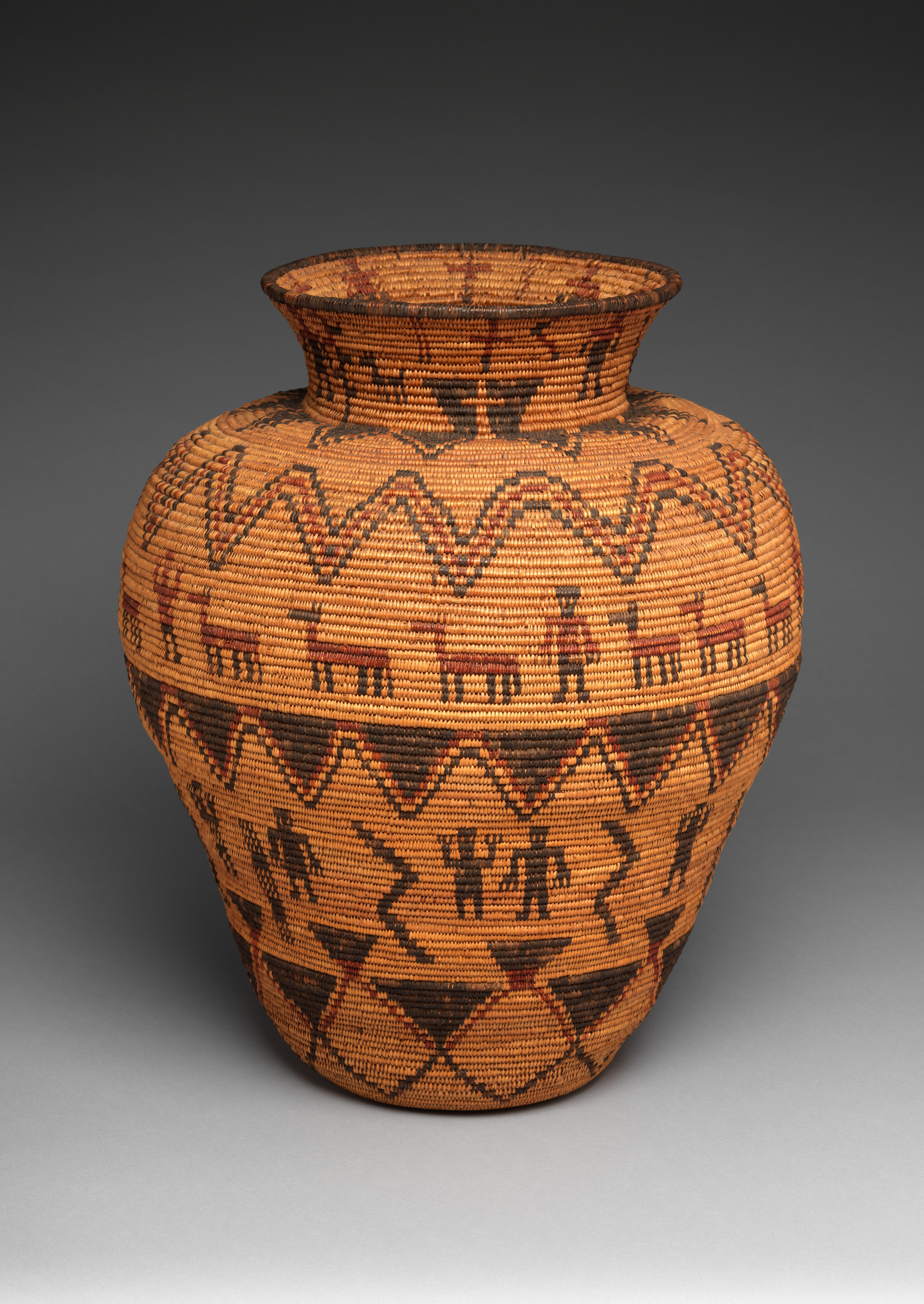
Корзина для хранения, ок. 1890 г. Метрополитен-музей
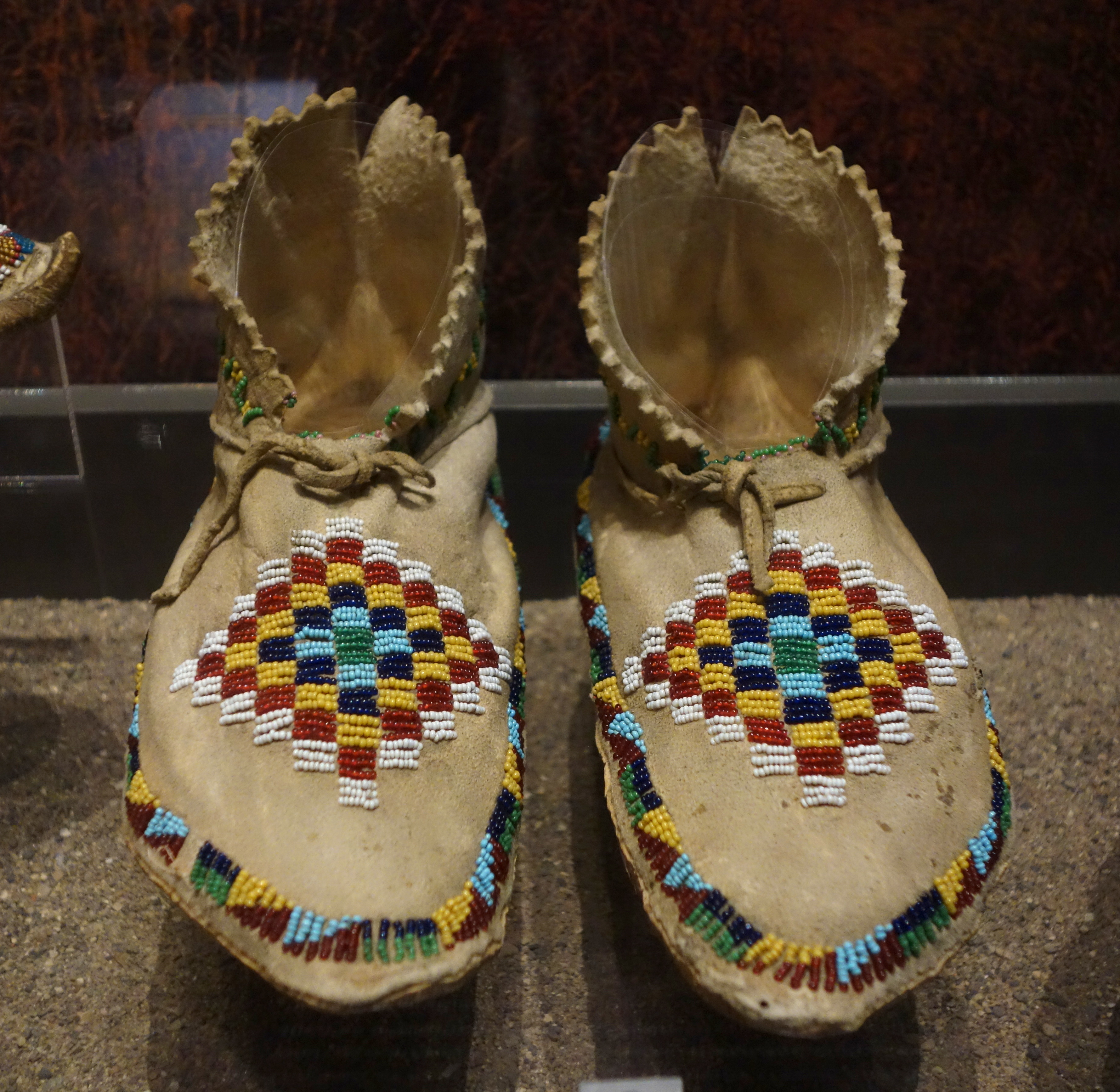
Мокасины хикарилья-апачи, ок. 1890 г. Музей обуви Бата[англ.]  в Торонто.
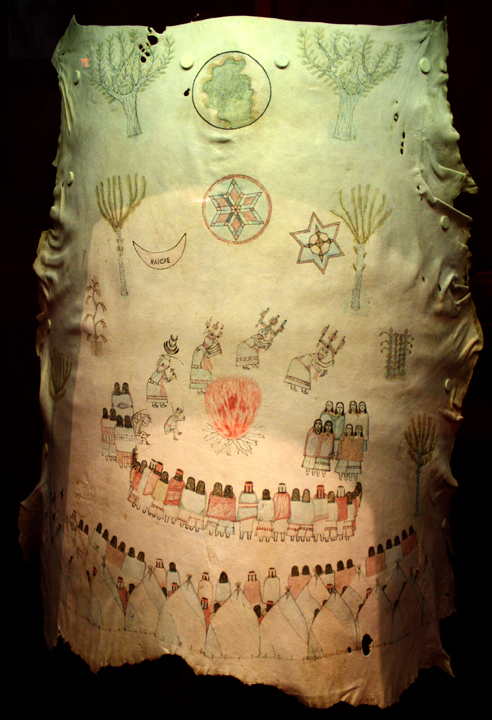
Разрисованная шкура буйвола вождя-чирикауа Найче, ок. 1900 г. Изображена церемония полового созревания. Исторический центр Оклахомы[англ.]
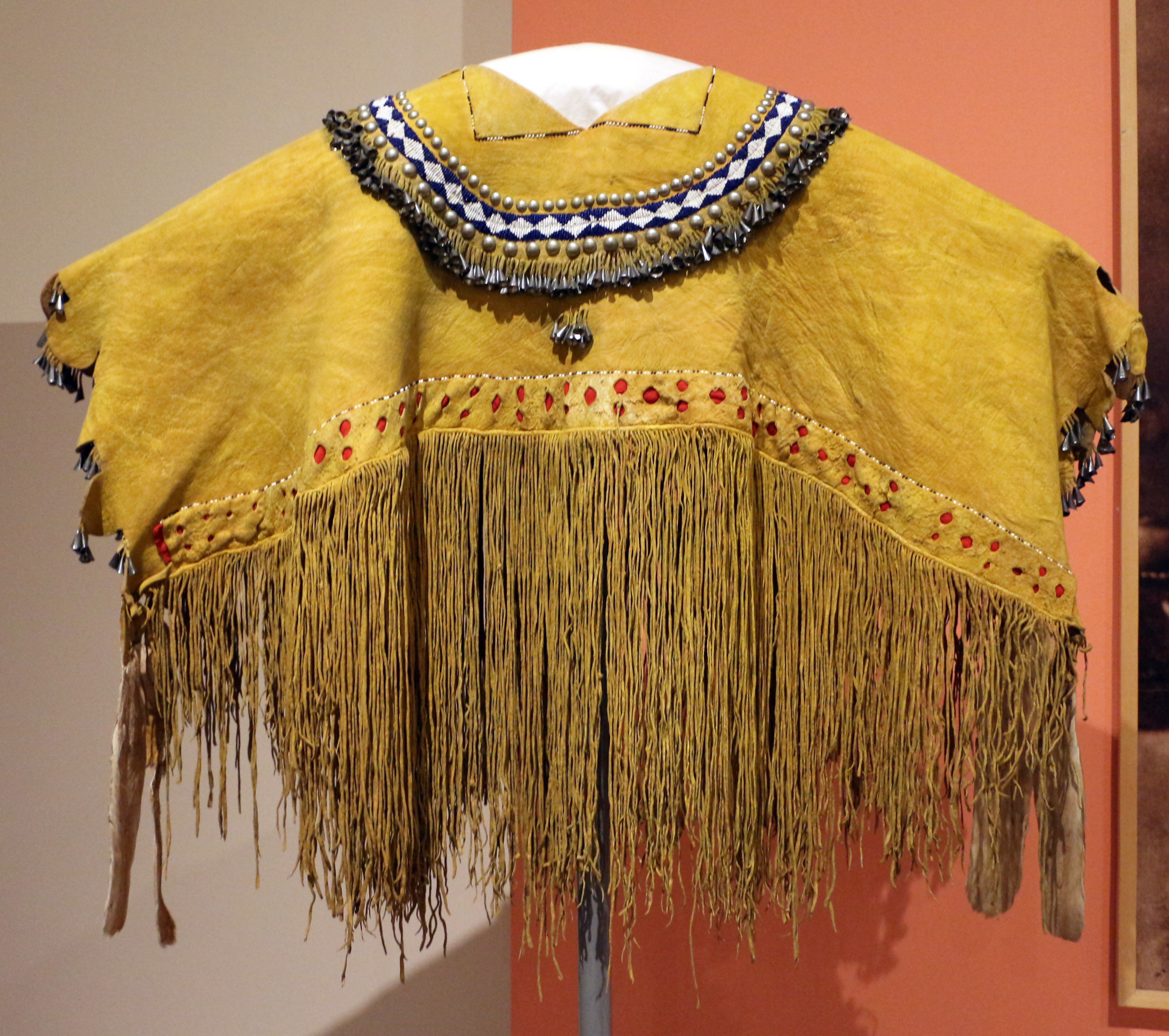
Рубашка, ок. 1900 г. Музей американских индейцев и западного искусства Эйтельйорга
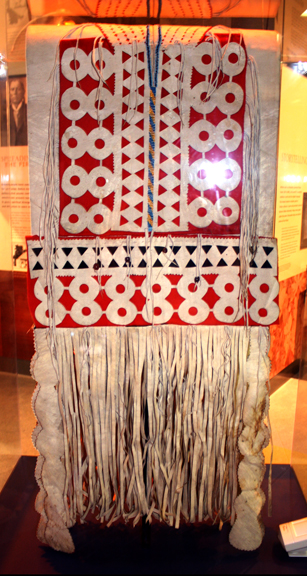
Седельная сумка из оленьей кожи. Историческое общество Оклахомы[англ.]
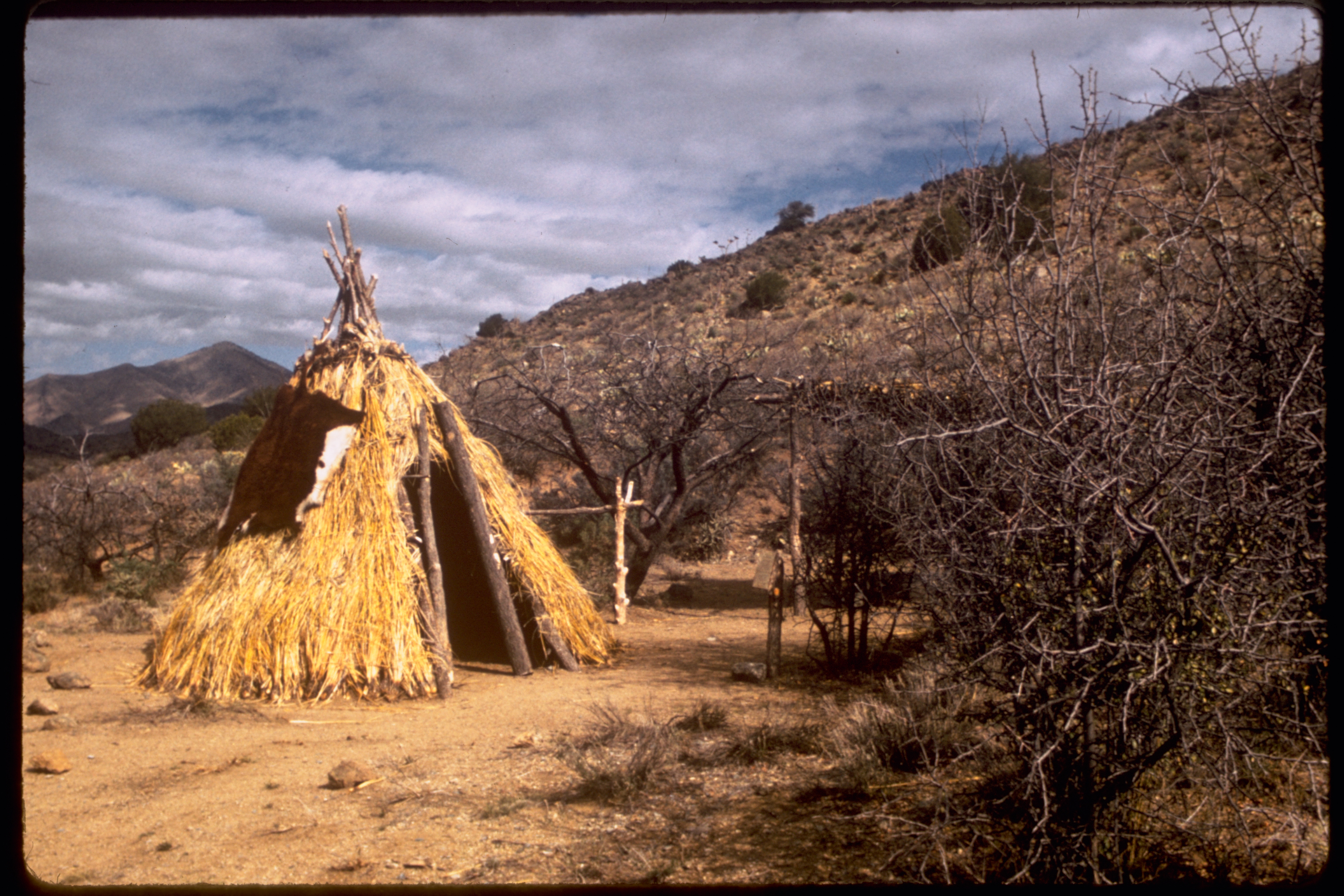
Викиап апачей в Историческом центре Форта Боуи[англ.]

## Влияние
- Процветавшая в начале XX века в Париже криминальная субкультура, известная как Апаши (фр. apache), получила название благодаря своей свирепости и необузданности, какую в то время европейцы приписывали индейцам апачских племён[42].
- В честь апачей были названы самолёт-штурмовик North American A-36 и ударный вертолёт McDonnell Douglas AH-64 Apache.
- В честь апачей назван вид мигаломорфных пауков Neoapachella[англ.][43].
- Свободный веб-сервер Apache HTTP Server получил название в честь племени[44].

### В литературе

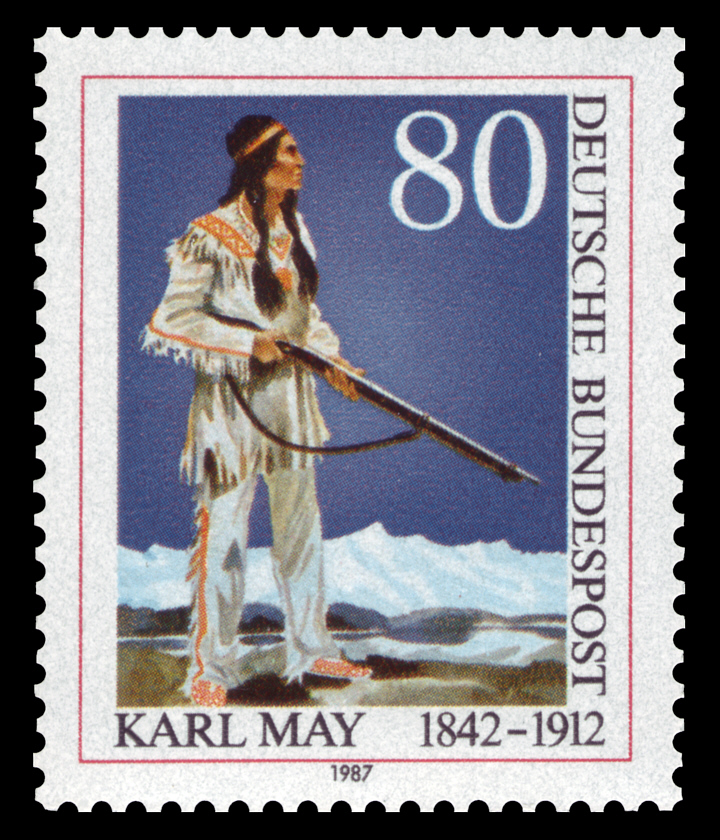
Немецкая марка 1987 года с изображением Виннету к 75-й годовщине смерти Карла Мая

Так как французский писатель Габриэль Ферри выбрал героем для своих приключенческих книг команча, то немецкий автор Карл Май сделал своего вымышленного благородного дикаря Виннету маскалеро-апачем. Не без скрытого умысла врагами Виннету стали команчи. Романы Карла Мая переводились и издавались на русском языке.

### В кино
- 1948 — вестерн «Форт Апачи» (англ. Fort Apache) режиссёра Джона Форда по мотивам романа Джеймса Уорнера Беллы «Бойня» рассказывает о противостоянии армии США и апачей под предводительством Кочиса.
- 1952 — вестерн «Битва на Перевале Апачей» (англ. The Battle at Apache Pass) режиссёра Джорджа Шермана. Сюжет касается исторической Битвы на Перевале Апачи[англ.] 1862 года. Роль вождя Кочиса исполнил актёр Джефф Чандлер.
- 1954 — вестерн «Апач» (англ. Apache) режиссёра Роберта Олдрича; в главной роли Берт Ланкастер.
- 1954 — в фильме Дугласа Сирка "Таза, сын Кочиса[англ.]" роль Найче исполнил американский актёр Рекс Ризон[англ.].
- Экранизации романов Карла Мая в 1960-х годах немало способствовали популярности апачей у зрителей (Вестерны киностудии ДЕФА).
  - 2016 — новая трилогия о Виннету (нем. Winnetou – Der Mythos lebt) режиссёра Филипа Штёлца с Ником Джелилаем в роли Виннету[45].
- 1973 — истерн «Апачи» (нем. Apachen) студии DEFA (ГДР) с Гойко Митичем в роли вождя апачей Ульзане.
  - 1974 — истерн «Ульзана», продолжение.
- О вожде апачей Джеронимо снято несколько фильмов:
  - 1939 — «Джеронимо!» с Чифом Тандерклаудом[англ.] в роли Джеронимо.
  - 1962 — «Джеронимо» с Чаком Коннорсом в главной роли.
  - 1993 — «Джеронимо: Американская легенда» (англ. Geronimo: An American Legend) с Уэсом Стьюди в главной роли.
  - 1993 — «Джеронимо» с Джозефом Ранинфоксом в главной роли.